# Ken Kirzinger

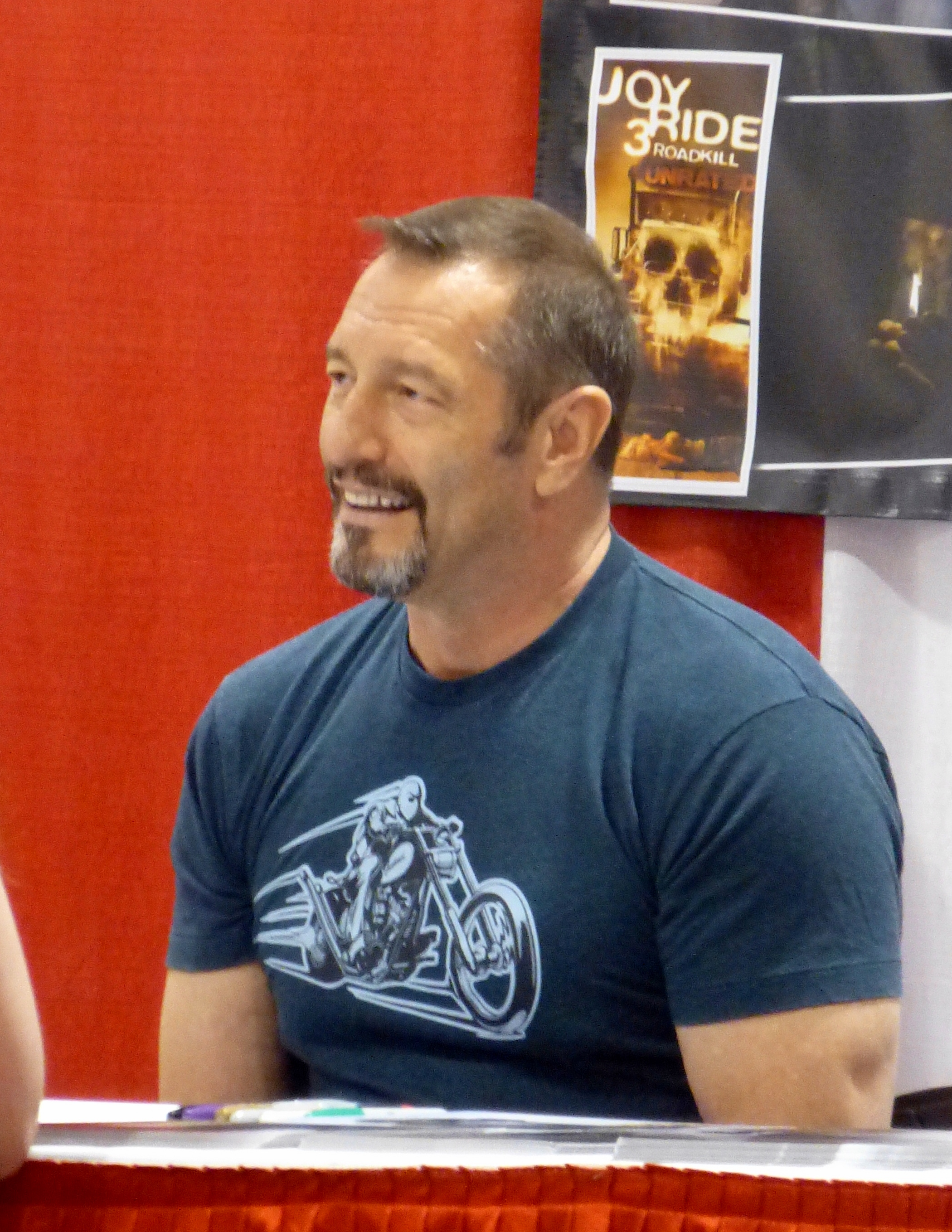
Ken Kirzinger (2015)

Ken Kirzinger (* 4. November 1959 in Saskatchewan; auch bekannt als Ken Kersinger, Ken Kerzinger, Ken Kirtzinger und Ken Kirzhinger) ist ein kanadischer Stuntman und Schauspieler.
Zu seiner bislang bekanntesten Rolle als Schauspieler zählt die Verkörperung des Jason Voorhees in dem Film Freddy vs. Jason.
Als Stuntman war er unter anderem für X-Men 2 und Walking Tall – Auf eigene Faust im Einsatz.

## Sonstiges
- Ken Kirzinger hatte bereits in Freitag der 13. Teil VIII – Todesfalle Manhattan einen kurzen Gastauftritt: Kirzinger spielte einen New Yorker Koch, der sich Jason Voorhees in den Weg stellte und von diesem über die Theke in einen Spiegel geworfen wird.
- Obwohl Kirzinger ein erfahrener und ausgebildeter Stuntman ist, versuchte Regisseur Ronny Yu beim Dreh von Freddy vs. Jason Kirzingers Beteiligung an Stuntszenen zu minimieren.
- Er hat einen Bruder, Dave Kirzinger, der von 1978 bis 1986 in der kanadischen Football Liga (CFL) bei den Calgary Stampeders spielte.

## Filmografie (Auswahl)
- 1987: MacGyver Staffel 3, Folge 4, Das Geisterschiff als Bigfoot
- 1987: Rauchende Colts: Auf Leben und Tod (Gunsmoke: Return to Dodge, Fernsehfilm)
- 1989: Freitag der 13. Teil VIII – Todesfalle Manhattan (Friday the 13th Part VIII: Jason Takes Manhattan; Stunt-Koordinator)
- 1990: Stephen Kings Es (Stephen King’s It; Stunts)
- 1993: Akte X – Die unheimlichen Fälle des FBI (The X-Files, Fernsehserie; Stunt-Koordinator)
- 1995: Ace Ventura – Jetzt wird’s wild (Ace Ventura: When Nature Calls)
- 1996: Happy Gilmore (Stunts)
- 1999: Der 13te Krieger (The 13th Warrior; Assistent Stunt-Koordinator)
- 2001: 13 Geister (Thir13en Ghosts; Stunt-Koordinator)
- 2002: Insomnia – Schlaflos (Insomnia; Stunt-Koordinator)
- 2003: X-Men 2 (X2) (Stunts)
- 2003: Freddy vs. Jason als Jason Voorhees
- 2003: Paycheck – Die Abrechnung (Paycheck; Stunts)
- 2004: Walking Tall – Auf eigene Faust (Walking Tall; Stunts)
- 2005: Sind wir schon da? (Are We There Yet?; Stunts)
- 2006: Supernatural (Fernsehserie, Folge 1x15)
- 2007: Wrong Turn 2: Dead End als Kannibale Pa (Wrong Turn 2)
- 2009: Stan Helsing
- 2012: The Cabin in the Woods (Stunts)
- 2014: Joy Ride 3: Road Kill als Rusty Nail